# لغة بائدة

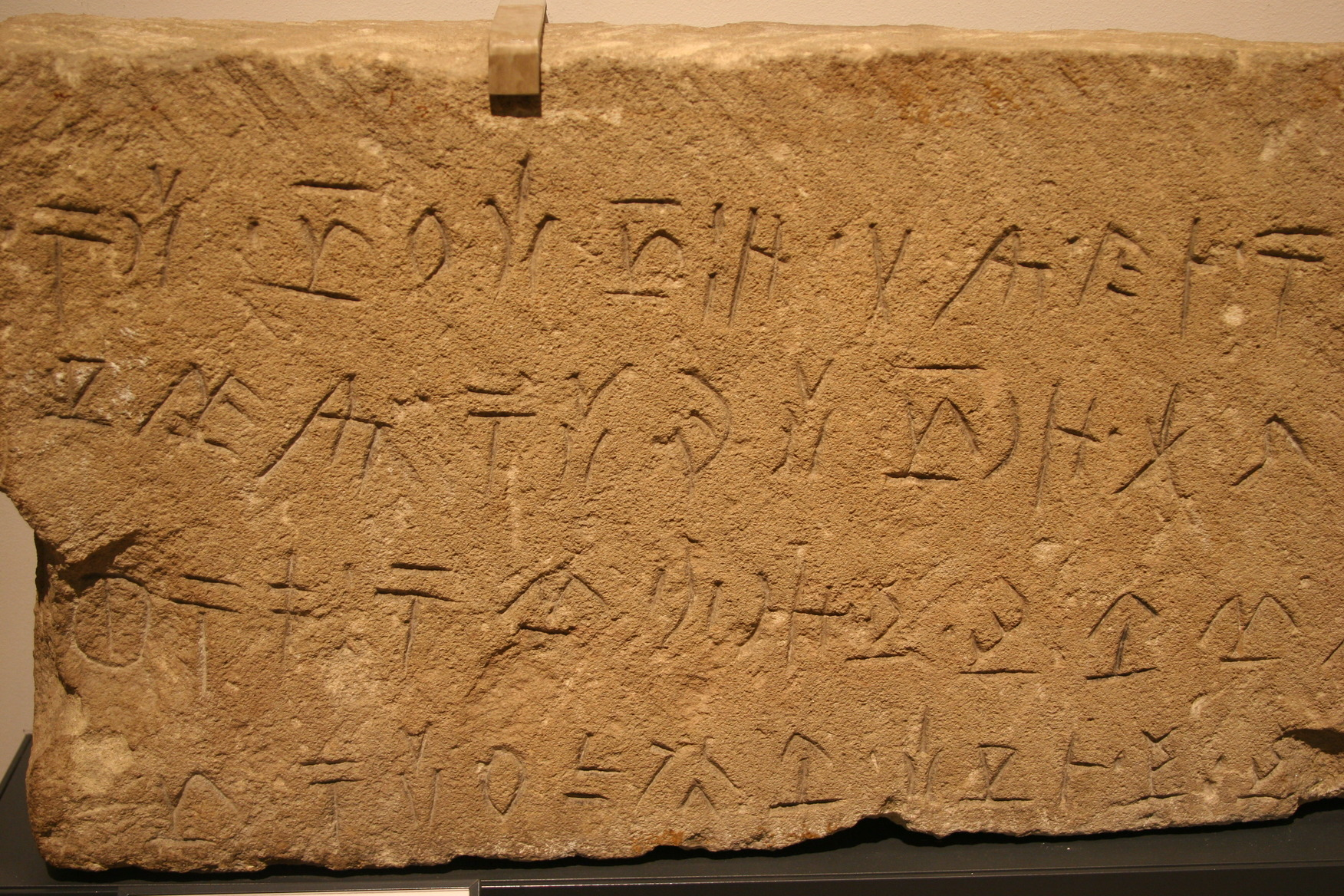
كتابة أمثوسية، على إحدى الجداريات بقبرص، 500-300 قبل الميلاد، في متحف أشموليان.

اللغة البائدة أو اللغة المنقرضة أو اللغة الميتة أو المندثرة هي اللغة التي لا تستخدم الآن كلغة أولى. يحدث هذا حين تمر اللغة بمرحلة موت لغة، بسبب نقص عدد متكلميها. قد يرجع ذلك لأسباب طبيعية، كقلة عدد المستخدمين لتلك اللغة أو أسباب قسرية كإجبار شعب أو عرق ما على تغيير لغته إلى لغة أخرى. ومن الأسباب القسرية التي تؤدي إلى انقراض لغة معينة هو عمليات التطهير العرقي التي قد لا تبقي على أي متكلم للغة معينة، فمثلا إبَّانَ عهد الاستعمار الأوروبي لأمريكا انقرضت بعض اللغات الأمريكية الأصلية نتيجة تفشي الأمراض التي سببها الأوروبيون أو نتيجة لمجازر التطهير العرقي التي مارسوها بحق السكان الأصليين.
واعتبارًا من الألفينات، وُجد ما مجموعه حوالي 7000 لغة محكية في جميع أنحاء العالم مُعرضةً لخطر الانقراض. توقع أحد التقديرات المنشورة في عام 2004 أن حوالي 90٪ من اللغات المستخدمة حاليًا سوف تنقرض بحلول عام 2050.

## محاولات حماية اللغات المنقرضة
كانت ماري سميث جون (14 مايو 1918 – 21 يناير، 2008) هي آخر من يتكلم لغة قبيلتها بآلاسكا، وهي لغة إياك. وكانت تعلق قائلة: «إنه لمن المزعج أن تكون وحيدًا تتكلم هذه اللغة». لكن في الحقيقة، لم تكن ماري الوحيدة التي تتحدث لغةً ميتة، بل كان هناك مم يتكلمون لغات ميتة من بين 6000 لغة يتكلمها شعوب العالم حاليًا. وكما تقول اليونسكو فإن انقراض بعض اللغات يعتبر كارثة حضارية وثقافية. وكانت قد أعلنت أن هناك 3000 لغة من بين لغات العالم مهددة بالانقراض حتى عام 2050 و2400.
تطالب منظمة اليونسكو الآن بالتنوع اللغوي حمايةً للتراث اللغوي الإنساني، مما جعلها تصدر قواميس وتسجيلات اللغات التي قد أوشكت على الاندثار لتكون فيما بعد مخطوطاتها كحجر رشيد لفك طلاسم هذه اللغات الميتة للأجيال القادمة ودراستها. فهناك حوالي ثلاثمئة لغة من بين ستمئة لغة عالمية معرضة للانقراض بين شعوب الأرض تمثل حضارات أمم وتراثها الثقافي والاجتماعي والحياتي وهذا ماجعل اليونسكو تدق أجراس الخطر وتشن أكبر حملة دولية للحفاظ على هذا التراث الإنساني من الضياع أو الاختفاء> فخلال القرون الثلاثة الماضية توارت بل ماتت عدة لغات ولاسيما في أستراليا وأمريكا وعدة بلدان من العالم. واعتبرت المنظمة أن أي لغة 30%من أطفالها لايتعلمونها معرضة للانقراض اللغوي الداهم. لأن من خلال اللغات التي نكتسبها نتعرف على المعارف الإنسانية ونعبر عن عواطفنا وأي لغة هي أداة التواصل المعرفي في المدرسة وبين القديم والحديث بل وبين الآباء والأبناء أو حتى الأصدقاء مما يؤصل التواصل بين الأجيال. وهذا ما بينته اليونسكو من خلال إعلانها لليوم العالمي للغة الأم لإحياء وتأصيل وتوثيق هذا التراث الإنساني الحي الذي أوشك على الضياع والاندثار. تواجه حوالي 50 لهجة أوروبية هذا الخطر من بينها لهجة السامي بلابي بإسكندينافيا وشمال روسيا و14 لهجة بفرنسا وفي سيبريا بروسيا الإتحادية تختفي 40% من لغاتها المحلية. وفي أوروبا، كما في النرويج وسويسرا، توجد حركة تشجيعية للإزدواجية اللغوية لأي مدى. وفي الصين بغرب إقليم زنجيانج وينان، توجد ضغوط جمّة على السكان المحليين للتخلي عن لغاتهم المحلية، على العكس مما يحدث في شبه القارة الهندية حيث يوجد تنوع لغوي بسبب سياسة الحكومة. كما اختفت لغات عرقية في أفغانستان والهيملايا. وتوجد في جزر أندامان بخليج البنغال مجموعة عرقية تتكلم الشمبينية.
وفي المحيط الهادي حيث اليابان وتيوان والفلبين والجزر المنعزلة بماليزيا وإندونيسيا وبابوا غينيا الجديدة وجزر سليمان وفيجي وجزر فانواتو وكاليدونيا الجديدة وميكرونيزيا وبولينيزيا وإستراليا توجد 2000 لغة حية تمثل ثلث لغات العالم. كما يوجد وفي غينيا الجديدة وحدها 820 لغة تمثل. كما اختفت في تايوان 14 لغة اختفت بضغط الحكومة. وفي كاليدونيا الجديدة تحت التأثير الفرنسي على سكانها البالغ عددهم 60 ألف نسمة نجد أن أكثر ثلثي السكان قد نسوا لغتهم الأم. وفي أستراليا، كان ممنوعًا على سكانها الأصليين التحدث بلغاتهم الأصلية حتى عام 1970، ومازال 25% منهم يتكلمون بها.
وفي أفريقيا، تشجع كثيرًا من الحكومات استخدام اللغات الأفريقية الكبرى كالسواحلية بشرق أفريقيا وحتى لغة الاستعمار كالإنجليزية والفرنسية. فمن بين 1400 لغة محلية أفريقية نجد أن من 500 لغة – 600 لغة تضعف ومنها 250 لغة تتجه للزوال بسرعة. ففي نيجيريا ودول شرق أفريقيا مثل إثيوبيا وكينيا ويوغندا وتانزانيا والسودان، نجد ثمة لهجات يتهددها التغيير. كما توجد حاليًا في جنوب المغرب والجزائر دعوة لإحياء اللغة والثقافة الأمازيغية للبربر.

وفي شمال أمريكا الشمالية، قاومت لغات الإسكيمو الإنيوتية والأمارينادية القليلة التنوع الضغوط من الإنجليزية والفرنسية لسنوات عديدة للحفاظ على اللغات المحلية لشعب الإسكيمو بالقطب الشمالي. وكان للهنود الحمر لغاتهم قبل الاستعمار الأوربي لأمريكا، والتي تداولوها عبر مئات السنين وبلغ عددها 150 لغة. وما زالت هذه اللغات التراثية تواجه خطر الانقراض بل إن معظمها قد انقرض بالفعل. وفي أمريكا الوسطى والجنوبية، تواجه اللغات الهندية الأصلية ضغوطًا من أجل انتشار البرتغالية والأسبانية. اندثر في المكسيك وحدها 24 لغة محلية وفي أمريكا الجنوبية 375 لغة محلية ما زالت تواجه الخطر الاندثاري. لهذا نجد أن هناك ثمة أسبابًا تدعو الشعوب للتخلي عن لغاتها الأصلية بسبب انغماسها الحضاري أو بسبب الاتصالات بحضارات وثقافات أخرى، أو الإنغماس في بيئات لغوية مختلفة، أو بسبب وجود فرص عمل أفضل؛ مما يشجع الآباء أبناءهم على تعلم اللغات الأجنبية لتصبح لغة أولى لديهم. قد يكون الاستعمار الأوروبي قد فرض عليهم تعلم لغته وجعلها اللغة الأولى كما حدث في الجزائر إبان الاستعمار الفرنسي. ولهذا بعد تحريرها، قامت حركة واسعة من التعريب والعودة للثقافة العربية، لكن مازال هناك العديد من المؤثرات اللغوية الفرنسية حتى الآن. تتبنى فرنسا الآن الدعوة للفرانكوفونية في محاولة لنشر اللغة والثقافة الفرنسية بين الشعوب التي سبق وأن إستعمرتها. وفي عام 1980، وُجد باليابان أن 80 شخصًا ما زالوا يتكلمون اللغة الإينوية، فقامت الحكومة بإحيائها بعد سنين من الهجر، وفتحت متحفًا للثقافة الإينوية وأصبحت هذه اللغة تدرس للأجيال الجديدة.

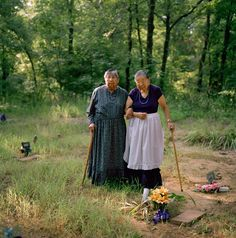
الأخوات ماكسين وايلدكات بارنيت (على اليسار) وجوزفين وايلدكات بيغلر. اثنين من الناطقين المسنين الباقيين على قيد الحياة للغة اليوتشي، يزوران قبر جدتهما في مقبرة خلف كنيسة بيكيت في سابولبا بأوكلاهوما. وفقًا للأخوات، كانت جدتهم قد أصرت على أن تكون لغة يوتشي هي لغتهم الأم.

 قد يتم إحياء لغة بعد موتها أو انقراضها كما حدث في إنجلترا مع لغة كورنيش الميتة منذ عام 1777.فقد أحييت هذه اللغة مؤخرًا وأصبح حوالي ألف شخص يتكلمون بها كلغة ثانية. انتهجت اليونسكو في حملتها لإحياء اللغات واللهجات الأم الشفهية والمكتوبة نهجًا عمليًا وأخلاقيا للحفاظ على ميراث الإنسانية من العلوم والثقافات والفنون والآثار.
كما يتوقّع علماء التنوع اللغوي في سجل الحضارات اختفاء نصف موروثنا اللغوي بحلول منتصف هذا القرن. ويقابله في سجل التنوع الحيوي للأحياء اختفاء هذه اللغات بما يعادل ضعف معدل اختفاء الثدييات وأربعة أضعاف اختفاء الطيور وهذا ماجعل علماء اللغات يتوقعون اختفاء 90% من اللغات بحلول عام 2100. دعى هذا العلماء بالمطالبة لوضع الأقليات العرقية في محميات جغرافية طبيعية للحفاظ على موروثهم الثقافي واللغوي والإجتماعي. ويصعب تحقيق هذا واقعيًا أمام المد العمراني والتوسع الحضاري والتمدن الذي يشهده العالم من خلال ثورة التكنولوجيا والاتصالات التي تغلغلت في المجتمعات البدائية البكر بفيوضات لايمكن درأها أو مقاومة مغرياتها.
وفي المكسيك وأمريكا أصبحت الأقليات الهندية التي تتكلم لغتها الأصلية شبه منقرضة بل ومعزولة لغويًا عن مجتمعاتها لعدم وجود مواطنين لديهم يتكلمون معهم بلغاتهم الأصلية أو يروون لهم سيرهم وتراثهم وتاريخهم الشفاهي. ومن المتوقع أن تنقرض تلك الأقليّات وتنقرض معهم لغاتهم الأصلية. ولأن سمة العصر دفع المجتمعات البدائية للمشاركة في العالم الجديد، لأن فقدانها للغاتها هو فقدانها لتراثها الحضاري والمعرفي. وقد لاتسعفهم لغاتهم وألسنتهم في مسايرة التطور العلمي السائد أو ترجمته للغاتهم الأصلية أو عدم التعايش معه أو استيعابه. لذا يُبقي المواطنون أنفسهم على لغاتهم القومية أو يستبدلونها حسب الحاجة، إلا أنهم لايدركون أن فقدانهم للغاتهم القومية معناه فقدان لثقافاتهم الأصيلة.
وفي الصين توجد محاولة الحفاظ على لغة نو شو وإحيائها. كانت هذه اللغة القديمة متداولة بين النسوة الصينيات كلغة سرية بينهن. وحاليًا يعرفها ويتحدث بها أعداد منهن تُعد على الأصابع. وكانت هذه اللغة تُكتب، في إقليم هايان بالصين، وكان بها 2000 سمة لغوية لم يبق منها حاليًا سوى 700. وسبب ظهور هذه اللغة أن النسوة كن لا يتعلمن منذ آلاف السنين؛ لذا ابتكرن تلك اللغة كلغة سرية بينهن، وكنّ يورثنها لبناتهن وحفيداتهن. كما كن ّيضعن هذه اللغة أيضًا فوق المراوح الورقية والملابس. لكن تتلقي المرأة الصينية اليوم التعليم وتتعلم كتابة وقراءة اللغة الصينية المتداولة مما جعل لغة نوشو لغة منقرضة بين النسوة الصينيات. لكن تحاول الحكومة حاليًا جمع تراثها والحفاظ عليها بل وإحياؤها ولاسيما في موطن ظهوره اضمن حملتها القومية للحفاظ على ميراثها الثقافي والحضاري ومن بينه الكتابات النوشوية.كما سيصدر قاموس لهذه اللغة فيه تاريخها وكلماتها وطريقة نطقها.
انتشرت اللغة الهندوأوروبية بالهجرة من القوقاز وقد حملها المهاجرون للغرب بالهجرة من الأناضول واليونان وجنوب غرب إيران والهند. وكان سكان القوقاز حول بحر قزوين لهم صلة لغوية باللغات السامية ببلاد الرافدين واللغات الكارتفيلينية بالقوقاز مما جعلها تحتوي علي كلمات أجنبية بها. وانتشرت هذه اللغة وتفرعت للغات الآسيو- أوربية. وكانت دراسة مسارات هذه اللغة وتشعبها مهمة صعبة لعلماء اللغويات. غزا بعض المهاجرين الأناضول من الشرق منذ عام 2000ق.م. وكونوا مملكة الحيثيين عام 1400ق.م. وآلت لغتهم إلي اللغتين المتشابهتين الليديانية والليسيانية اللتين ظهرتا في أوائل الألفية الأخيرة قبل الميلاد

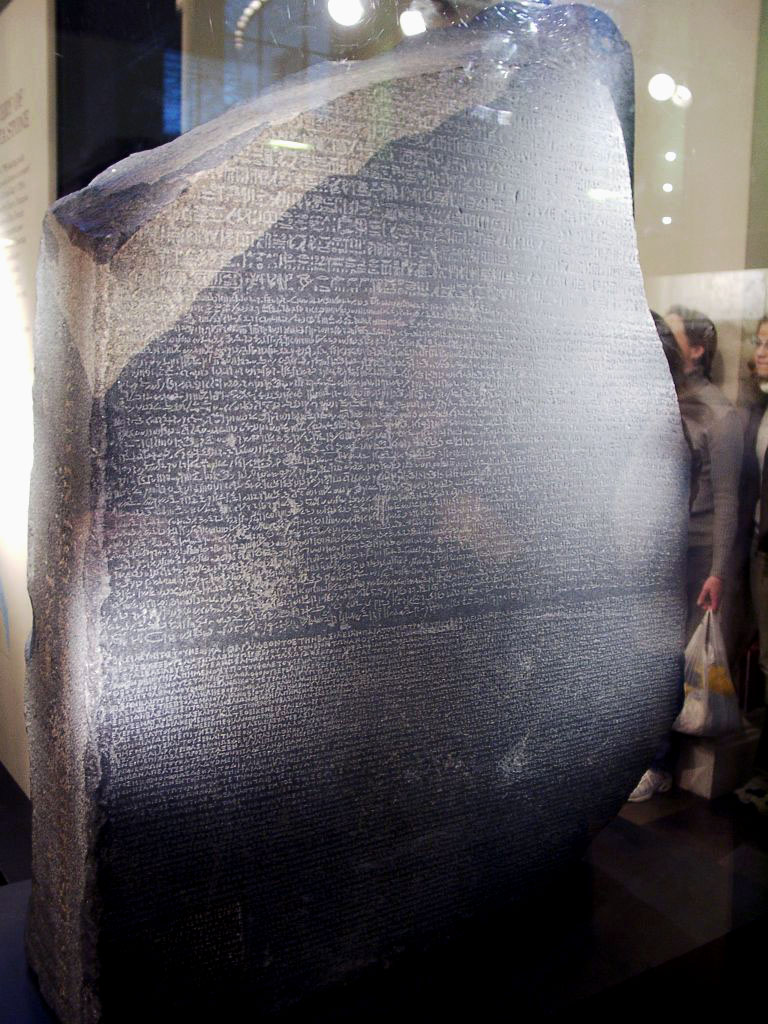
صورة لحجر رشيد في المتحف البريطاني

كانت اللغات السامية تُتداول شفاهية بين شعوب الشرق الأوسط بعد أن كانت تُكتب في فترةٍ من الفترات. ووُجدت بعض كتابات اللغات السامية التي يرجع تاريخها لخمسة آلاف سنة، لكن يرجع تاريخ هذه اللغات في حقيقة الأمر إلى أقدم من هذا. مرّ التاريخ الإنساني بفترتين هما عصر ما قبل التاريخ حيث لم تظهر الكتابة والعصر التاريخي وهو عصر بِدء ظهور الكتابة وتسجيل الأحداث سواء فوق الصخور أو الجدران الأثرية أو فوق أوراق البردي أو الجلود. لكن في عصر ما قبل التاريخ كانت توجد بعض الرسومات التي رسمها أو نقشها الإنسان الأول أثناء فراغه. لهذا كان ظهور الفنون التصويرية أسبق من ظهور الكتابة اللغوية أو الأبجديات. ورغم أن كثير من اللغات البدائية ظلت مُتداولة شفاهية ولم تترك لها آثارًا مادية ليتدارسها الباحثون في اللغات، إلا أن معظم لغات الشرق الأوسط انقرضت ولم تبق إلا في النصوص الدينية فقط ولعدة قرون. اكتُشف حجر رشيد في عام 1799 إبان الحملة الفرنسية وقد نُقش عام 196 ق.م. وعليه ثلاث لغات الهيروغليفية والديموطقية (ويُقصد بها اللغة الحديثة لقدماء المصريين) والإغريقية. كانت الهيروغليفية حتى وقت اكتشافه لغزًا لغويًا لايفسر منذ مئات السنين، لأن اللغات الثلاثة كانت وقتها من اللغات الميتة. حتي جاء العالم الفرنسي جيان فرانسوا شامبليون وفسر هذه اللغات بعد مضاهاتها بالنص الإغريقي ونصوص هيروغليفية أخرى. يدل هذا علي أن هذه اللغات كانت سائدة إبان حكم البطالمة الإغريق لمصر لأكثر من 150 عامًا. وكانت الهيروغليفية لغة دينية متداولة في المعابد واللغة الديموطيقية كانت لغة الكتابة الشعبية والإغريقية لغة الحكام الإغريق. وكان محتوي الكتابة تمجيدًا لفرعون مصر وإنجازاته. وقد كتب هذا النص الكهنة ليقرأه العامة والخاصة من كبار المصريين والطبقة الحاكمة. واستطاع شامبليون فك شفرة الهيروغليفية عام 1822 ليفتح أفاق التعرف علي حضارة قدماء المصريين، وفك ألغازها، وترجمة علومها بعد إحياء لغتهم بعد موتها عبر القرون. وأصبحت الهيروغليفية وأبجديتها تُدرس لكل من يريد دراسة علوم المصريات.
استطاع العلماء أيضًا فك شفرة مخطوطات اللغة المسمارية، وهي لغة غير سامية كانت تُستعمل قديمًا في بلاد الرافدين لدي السومريين والبابليين والحيثيين والكاشانيين. ويُقال أن هذه اللغة قد اندثرت في القرن الثالث أو الثاني ق.م. كان يوجد في شمال البلاد بالشام لغات ولهجات سامية، وانتشرت اللغة الأكدية في غربي نهر دجلة كانت ومن قبلها كانت اللغة الأمورية. لكن لم يبُت علماء اللغات القديمة في أسباب اختفاء هذه اللغات القديمة. وبصفة عامة نجد أن اللغات السامية تنقسم إلي ثلاث مجموعات رئيسية هي:
- اللغة السامية الشرقية: وهي اللغة الأكادية التي كانت مُتداولة في أرض الجزيرة بشمال العراق ولبنان وسوريا وشبه الجزيرة العربية وإثيوبيا. كانت تلك اللغة تُدوّن بالخط المسماري فوق ألواح الطين التي يرجع تاريخها للنصف الأول للألفية الثالثة ق.م. وكانت الأكادية لغة الحديث في أجزاء من العراق. فقبل عام 2000 ق.م. كان يُتداول لهجتان من الأكادية هناك هما البابلية في جنوب الرافدين والآشورية في شمالهما. وقد ظلتا سائدتين حتي ظهور المسيحية.كتابة سريانية من القرن 11.

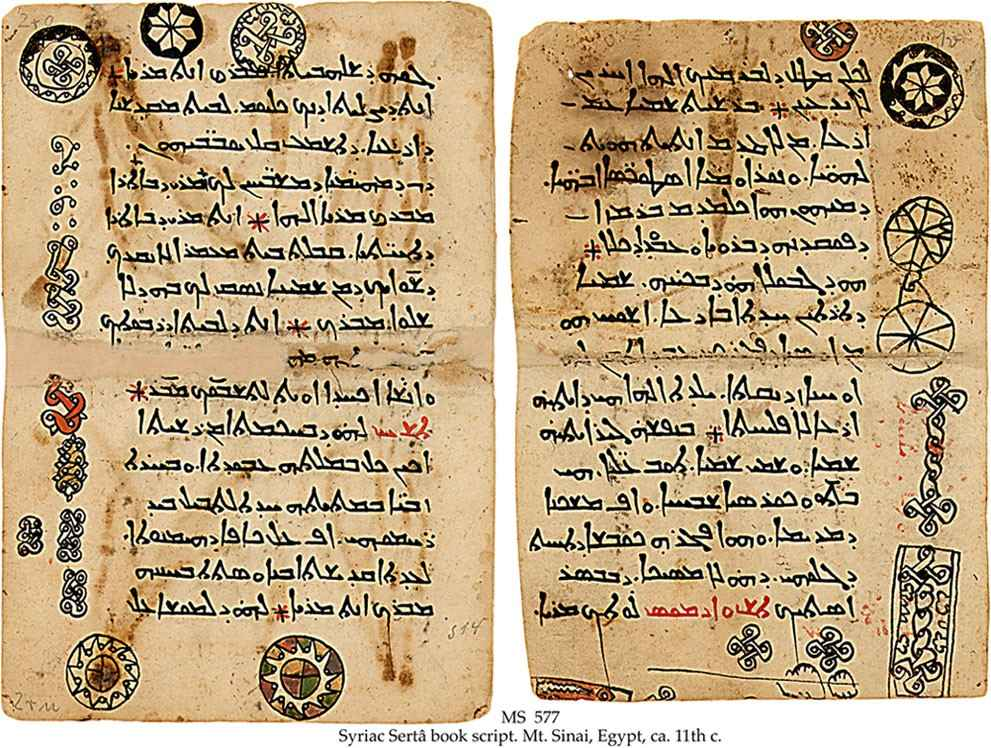
كتابة سريانية من القرن 11.

- اللغة السامية الوسطى والشماليه الغربية: تنقسم لاربع مجموعات لغوية رئيسية هما العربيه وال الأمورية والأغورية والمجموعة الثانية الكنعانية والثالثة الآرامية. وقد عرفت اللغة الأمورية في النصف الأول من القرن الثاني ق.م. وكانت متداولة بين البدو في الشام. وقد ورد بعض أسمائها في النصوص الأكادية والمصرية القديمة. وكانت الأغورية متداولة بين الكنعانيين بفلسطين والساحل الشمالي للفنيقيين ولاسيما في بلدة أوغاريت بشرق البحر الأبيض المتوسط. اكتُشفت مخطوطات في منطقة رأس شمر ترجع للقرنين 12 و13ق.م. تشبه أبجدية كتاباتها الكتابة باللغة المسمارية بالعراق. وكانت اللغة الكنعانية تضم مجموعة من اللغات واللهجات الفينيقية بسواحل فلسطين وسوريا ولبنان ترجع كتاباتها إلي 1500سنة ق.م. ومنها إتحدرت العبرية والفينيقية والبيونكية والأنوميتية والأدموتية. كانت الكنعانية تُكتب باللهجة الفينيقية، وقد عُثر علي رسائل دبلوماسية كنعانية وردت للقصر بتل العمارنة بمصر ترجع للقرن 14 ق.م. كما وُجدت سجلات ترجع لسنة 1000ق.م. بالفينيقية في سوريا وفلسطين ولبنان وقبرص. وكانت هذه اللغة مُتداولة في المستعمرات الفينيقية حول حوض البحر الأبيض المتوسط، وظلت حتي القرن الخامس ميلادي. وكانت الأنومتية والأدموتية منتشرتان بالأردن ما بين القرنين التاسع والخامس ق.م. وكان يشوبهما بعضًا من حروف اللغة الآرامية. ظهرت اللغة الآرامية عام 850 ق.م. كما يدل حجر منقوش عُثر عليه في سوريا بتل فخرية. وانتشرت هذه اللغة وقتها في الشرق الأوسط كلغة رسمية إبان الإمبراطورية الفارسية من أفغانستان مرورًا بفارس وحتي مصر. وحلّت الآرامية محل الأكادية والعبرية ومنها ظهرت القبطية ولاسيما وأن الروم الأغريق ظلوا يحيونها كلغة للمسيحية حتي الفتح العربي الإسلامي بالقرن السابع ميلادي. واستُقت أبجديتها من اللغة الكنعانية الفنيقية. وبينما كان سكان سوريا فلسطين ولبنان يتكلمون الآرامية الاصلبه كان للأنباط مملكتهم في مدينة البتراء وجنوب الأردن. وكانوا يتكلمون النبطية التي انحدرت من الآرامية، ومنها انحدرت منها الكتابة العربية.
- اللغة السامية الغربية والجنوبية: تضم تلك المجموعة اللغات العربية الجنوبية باليمن وعمان، واشتُقّت أبجديتها من الكنعانية وظلت سائدة منذ عام 1300 ق.م. حتي عام 500 ميلاديًا. جلب تلك الغات عرب شمال الجزيرة العربية. وكانت تتكون من عدة لهجات اندثرت حاليًا. تبنت اللغة العربية التقليدية التي جاء بها الإسلام لغة قريش بمكة والتي نزل بها القرآن، فانتشرت العربية وحلت محل لغات أخرى قبلها بالعالم الإسلامي من الصين حتي المحيط الأطلنطي، وفي شبه جزيرة إيبيريا بأسبانيا وآسيا الصغري وشرق أوروبا بالبلقان. تشبه اللغات الحبشية إلى حدٍ كبير اللغة العربية الجنوبية باليمن حيث حملها المهاجرون الأوائل للحبشة، فنشروا كتاباتها التي حاكت اللغات الإثيوبية ولاسيما في اللغة الأمهرية التي تنتشر في إثيوبيا وإريتريا وتُعدً اللغة الرسمية هناك حاليًا. وما زال المسلمون في مدينة هراري بشرق إثيوبيا يتكلمون لغتهم الهرارية بالحروف العربية وتعد لغة محدودة ومعرضة للانقراض حاليًا لعدم السماح بتدريسها مع الأمهرية في المدارس.

## اللغات الحية
يُطلق على اللغة التي تكتسب دارسين أو متحدثين جُدد لغةً حية أو مزدهرة. ويُطلق على اللغة التي لا تتناقل للأجيال اللاحقة لغة ميتة. كما لا يوجد لغة تعيش للأبد كالنباتات والحيوانات التي تظهر وتختفي، تنقرض بعض اللغات كالأنواع الحية وهذا أمر طبيعي ومتوقع عبر التاريخ الإنساني. توجد لغات تظهر وتنمو وتزدهر، وتتداعي أحيانًا وتموت أو تضمحل، أو تحل محلها لغة مُشتقةً منها كما ظهرت اللغة الإيطالية من رحم اللغة اللاتينية التي كانت سائدة في العصور الوسطي. يتسارع انقراض اللغات حاليًا كما تنقرض الأنواع نتيجة الانفجار السكاني أو عصر الصناعة أو العولمة حيث يجبر الاقتصاد العالمي المجتمعات غير الصناعية على الاختيار ما بين لغتها التقليدية أو المشاركة مع العالم الكبير. ففي شرق أفريقيا، تحتاج الشعوب بشكل ماس لتتكلم اللغة السواحلية لتنمو وتزدهر. وفي وسط أوروبا يحتاج سكانها للتكلم بالروسية.
وبنظرة عامة، يحتاج العالم كله للتحدث بالإنجليزية. كما تحتاج أحيانًا بعض اللغات المحلية في للتعايش مع اللغات الحية، والتي تحل محلها في الغالب عندما تموت تلك اللغات. ولأن الصغار يتعلمون اللغة السائدة في المجتمع، فقد أسفر إيقاع الحياة الجديد والإعلام عن ظاهرة غريبة في المجتمعات التقليدية حيث يحصل الأطفال على مصادر معرفية ومعلوماتية ليس لها صلة بالمصادر المعلوماتية لدى الكبار في مجتمعاتهم الأصلية. ويتوقع الإتحاد الأوربي انتشار اللغة الإنجليزية بين دوله ولاسيما علي حساب اللغات المحلية، والتي ليس لها قدرة علي مقاومة انتشار اللغة الإنجليزية بين دول سوقه المشتركة.
كان أبناء السكان الأصليين في القرن 19 في أستراليا والولايات المتحدة يُجبرون في المدارس علي عدم استعمال لغاتهم القومية المتوارثة لطمس الهوية اللغوية بالإجبار. وهذا ما اتبعته الحكومة الإنجليزية أيضًا مع أجدادهم حيث كانت تعاقبهم في حال استخدام لغاتهم الأصلية علانيةً في الحياة العامة أوالكتابة بها في الجهات الرسمية. اتُبِع هذا التوجه أيضًا في لغة السلت بأيرلندا ولغة الولش بويلز. بينما منعت الحكومة الأسترالية من تدريس لغة ثانية. سارت حكومات شرق أفريقيا على نفس النهج لترويج اللغة السواحلية بين القبائل الأفريقية. لكن ما زالت بعض الأقليات العرقية تقاوم هذا التغيير القسري للغاتها الوطنية، كما حدث في كوسوفو مؤخرًا عندما طالب شعبها بالحفاظ علي اللغة الألبانية المُتوارثة. كانت لغة كورنيش لغة السلت في جنوب غربي إنجلترا قد توارت تقريبًا عام 1777، لكن قام شعبها مؤخرًا بإحيائها والتحدث بها مع أطفاله. وأخذوا يكتبون اللوحات الإرشادية المرورية بالكورنيشية بجوار الإنجليزية هناك حتى أصبح هناك حاليًا حوالي 2000 شخص يتقنونها.المثال الثاني هو إحياء اللغة العبرية الحديثة التي عاشت لعدة قرون كلغة دينية ودراسية. لكن في القرن 19 أدخلها العازر بن يهودا كلغة محادثة وحياة يومية في فلسطين حتى أصبحت اللغة الرسمية حاليًا في إسرائيل. تُدرّس البرية هناك بالمدارس كلغة أم وتفرضها الحكومة كلغة أولي حتى العرب الموجودين هناك.
قد يوجد صراع محتدم بين الحفاظ علي الهوية الوطنية اللغوية ولاسيما بين الأقليات العرقية وبين التخلي عنها أمام طوفان اللغات الكبري الحية. أثّرت العولمة وعصر الإعلام المفتوح على هذا بشدّة؛ لأن مجتمعات كثيرة لم تعد معزولة عن بقية العالم حتي لم يعد يمكنها مقاومة هذا التأثير الإعلامي علي هوياتها ولغاتها ولاسيما الأطفال الذين يتابعون هذا الفيض الإعلامي الكاسح والمؤثر. أصبح العالم قرية صغيرة، وبات ميراثه من الثقافات مهددًا تهديدًا مباشرًا أمام هذا المد الكاسح من المدنية. ولايستطيع شعب ما التصدي لهذا الطوفان إلا لوبذل جهدًا قويًا للحفاظ علي لغته ولاسيما لو كانت متأرجحة أو مهددة بالانقراض والانحلال خلال عدة أجيال قادمة. لابد أن يلاحظ المتكلمون بلغاتهم القومية أن أطفالهم يعزفون عن الكلام والتخاطب بها، ومما يؤسَف له تغاضيهم عن هذا التوجه نتيحة قرارات حكومية بفرض تعليم لغة سائدة في المدارس والتخلي عن تبني اللغة المحلية أو التبني للغة المستعمر وجعلها اللغة الأولى كلون من ألوان الاستعمار اللغوي لطمس الهويات القومية والتخلي عنها قسرًا. يخضع إحياء اللغة أو انقراضها لنظرية العرض والطلب لأي لغة حسب نظرية الأواني اللغوية المستطرقة التي تحركها آليًا حضارة أي شعب. ففي العصور الوسطي، كانت الحضارة العربية تسود العالم وكانت اللغة العربية لغة العلوم والمعارف الإنسانية؛ لهذا كانت هي اللغة السائدة بين المجتمعات الراقية في إيطاليا وفرنسا. كما كانت العلوم في كبريات جامعات أوروبا تُدرَّس بالعربية. وعندما انحسرت العلوم العربية وتطورت أوروبا، كانت العلوم تدرس باللاتينية في الجامعات. ولما تطورت بعض البلدان الأوربية، ظهرت اللغات القومية كبديل حضاري لللاتينية كالإنجليزية والفرنسية والألمانية. وأصبحت اللغة اللاتينية من اللغات الميتة رغم تمسك الكنيسة الغربية بها. وتواجه الدول الأوربية المشتركة اندثار لغات بعض دولها أمام التوجه لكبح التعددية اللغوية بعدما أصبحت الإنجليزية لغة المال والأعمال.

## لغات منقرضة حديثًا
| التاريخ        | اللغة                                                  | العائلة اللغوية             | المنطقة | آخر المتكلمين باللغة |
| -------------- | ------------------------------------------------------ | --------------------------- | --- | --- |
| فبراير 2016    | لغة النوشتالت                                          | الواكاشان                   | كولومبيا البريطانية، كندا | ألبان مايكل |
| 4 فبراير 2014  | الكلالام                                               | لغات الساليشان              | واشنطن، الولايات المتحدة: شمال شرق شبه الجزيرة الأولمبية، بورت أنجلوس.                                                       | هازل سيبمسون |
| 5 يونيو 2013   | لغة ليفونية                                            | لغات أورالية                | لاتفيا: كوريزمي، و12 قرية ساحلية بمنطقة ريغا مشتتة.                                                                          | جريزيلدا كريستينا |
| 2 أكتوبر 2012  | اللهجة الكرومترية من اللغة اسكتلندية لهجة جزيرة الأسود | لغات جرمانية                | شمال اسكتلندا، المملكة المتحدة                                                                                               | بوبي هوغ |
| 24 أكتوبر 2010 | بازيه                                                  | لغات فورموسان               | تايوان: منطقة الساحل الغربي، وشرق تايال، ومنطقة فنغويان وتاتزو وهولي وتاي شانغ.                                              | بان جين يو |
| 20 أغسطس 2010  | الهندية البرتغالية                                     | لغة مولدة من اللغة برتغالية | جنوب الهند: عدد قليل من العائلات المسيوية في جزيرة فيبين في مدينة كوتشي في كيرلا.                                            | ويليام روزاليو |
| 26 يناير 2010  | أكا - بو                                               | لغات الاندامن               | جزر أندمان، الهند: الساحل الشرقي الشرقي لجزيرة أندامان الشمالية، جزيرة نورث ريف.                                             | بوا سر. |
| 2009           | نيوايجي                                                | باما - نيوغان               | أستراليا: شمال شرق كوينزلاند، وهيربرتون جنوبًا إلى منابع نهر هربرت، إلى كاشمير في رافينسو، وميلا وودلي، شرقًا إلى شلالات تالي. | ويلي سياتون |
| نوفمبر2009     | أكا كورا                                               | لغات الاندامن               | جزر أندمان، الهند: سواحل شمال شرق وشمال وسط جزيرة أندامان الشمالية، جزيرة سميث.                                              | بورو |
| 2009           | باتاكسو هاهاي                                          | غير مُصنّفة                   | البرازيل: ميناس جيرايس وبا باهيا، في بلدية إيتابونا.                                                                         | تحولت إلى اللغة برتغالية. |
| 21 يناير 2008  | لغة إياك                                               | نا - دين                    | ألاسكا، الولايات المتحدة: منبع نهر النحاس.                                                                                   | ماري سميث جونز |
| 2008           | بيديارا                                                | باما - نيوغان               | كوينزلاند، أستراليا | 20 متحدثا في عام 1981، وانقرضت بالفعل بحلول عام 2008                                                                         |
| .2006          | البوكيوار                                              | لغات الاندامن               | جزر أندمان، الهند. | كان عدد المتحدثين 10 أو أقل في عام 2006، وورد أنه تحدث بها من 8 إلى 10 من مجموع السكان البالغ عددهم 53 فردًا في جزيرة المضيق. |
| 2005           | أوساج                                                  | لغات سيووية                 | أوكلاهوما، الولايات المتحدة                                                                                                  | لوسيل روبيدو |
| 2003           | الأكالا سامي                                           | لغات أورالية                | شبه جزيرة كولا، روسيا | مارجا سيرجينا |
| مايو 2002      | لغة الغاغودجو                                          | لغات ارنهم لاند             | إقليم أونيلي الشمالي، أستراليا.                                                                                              | بيل بيل نيدجي |
| 2000           | سووا                                                   | لغات ملايو-بولينيزية        | جزيرة بيتكوست، فانواتو | موريس تابي |
| 2000           | لابو                                                   | لغات ترانس غينيا الجديدة    | بابوا غينيا الجديدة: | متحدث وحيد وُجد في عام 1987.                                                                                                  |
| 2000           | لغة الميسمس                                            | لغات سامية                  | إثيوبيا | تمت مقابلة المتحدث الأخير من قبل فريق استطلاع اللغة، الذين تتراوح أعمارهم بين الـ 80. لم يتحدث أحدٌ اللغة منذ 30 عامًا.        |

## وصلات خارجية
- مؤسسة اللغات المهددة بالخطر (بالإنجليزية)
- لغات مهددة بالخطر (بالإنجليزية)